# Rivalità Broncos-Seahawks

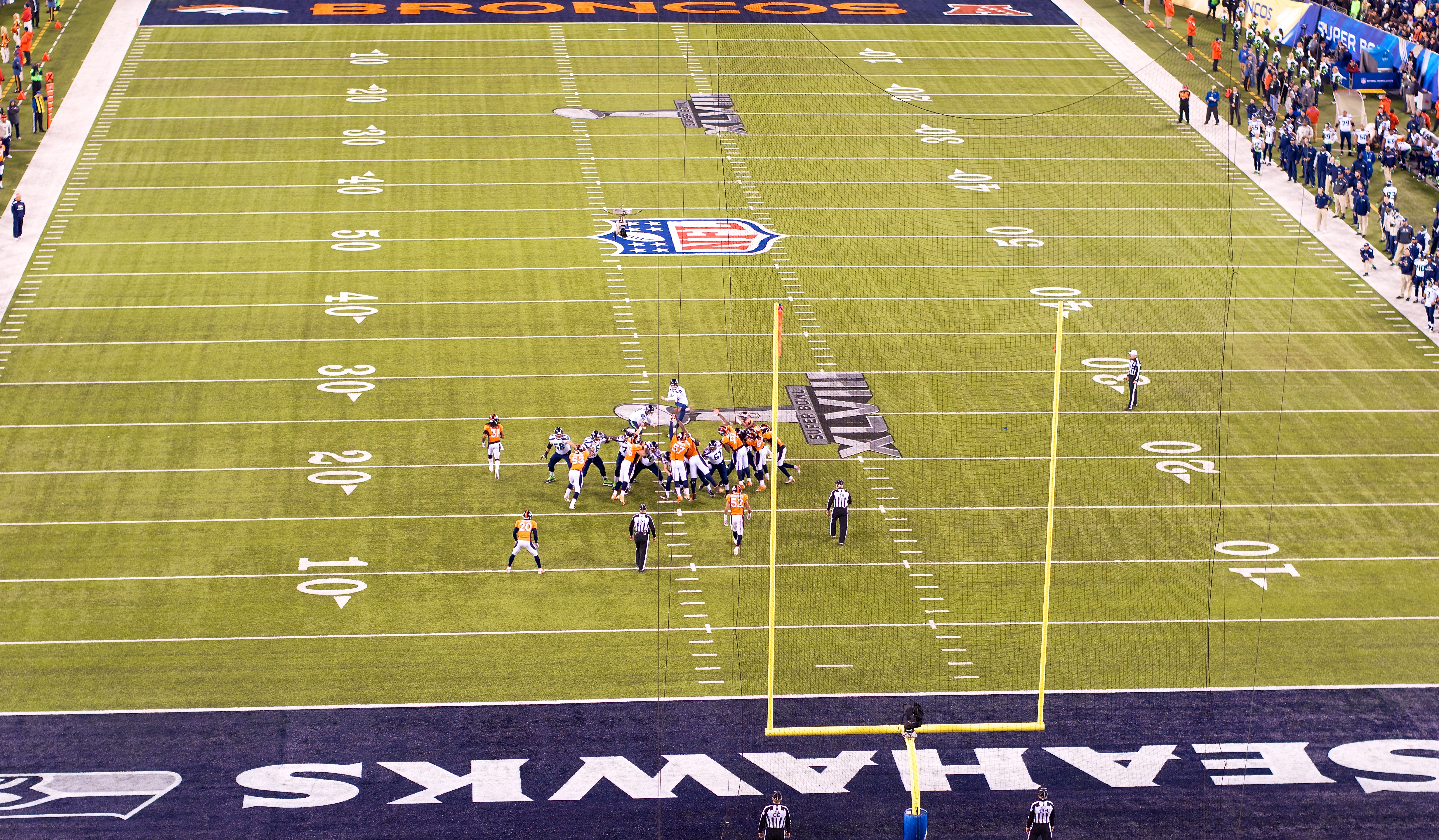
I Seattle Seahawks mentre calciano un field goal durante il Super Bowl XLVIII contro I Denver Broncos

La rivalità Broncos–Seahawks è una rivalità di football americano nella National Football League (NFL) tra i Denver Broncos e i Seattle Seahawks. Le squadre furono rivali di division nella AFC West dal 1977 al 2001, dopo di che i Seahawks furono spostati nella NFC West. I Broncos guidano la serie 35–22. Le squadre si sono affrontante per due volte nei playoff, in particolar modo nel Super Bowl XLVIII dove i Seahawks vinsero per 43–8.

## Eventi degni di nota

### Wild card game AFC 1983
La prima apparizione ai playoff dei Seattle Seahawks fu nel 1983, con i Denver Broncos come loro avversari nel turno delle wild card della AFC. Le squadre si affrontarono alla vigilia di natale al Kingdome, dove i Seahawks vinsero per 31–7, cogliendo la prima vittoria nei playoff della loro storia.

### La faida Bosworth / Elway
L’estroverso linebacker Brian Bosworth fu scelto dai Seahawks nel Draft NFL 1987. "The Boz" trascorse le settimane che precedettero la sua prima partita, nella settimana 1 a Denver, a insultare i Broncos e la loro stella, il quarterback John Elway. Bosworth disse “Non vedo l’ora di mettere le mie mani sul faccino di John Elway”, facendo infuriare i tifosi di Denver, così come fece il suo soprannome di "Mr. Ed" per il quarterback. Dopo avere perso la partita, l’industrioso Bosworth affermò che le magliette contro di lui indossate da molti tifosi di Denver erano state segretamente prodotte e vendute dalla sua stessa compagnia. Quando Bosworth fu svincolato dai Seahawks nel 1990, Elway non si trattenne e affermò che la nascente carriera da attore del giocatore sarebbe stata un disastro.

### I colpi Harden / Largent
Nel primo turno della stagione 1988, il futuro membro della Pro Football Hall of Fame, il wide receiver Steve Largent, fu scagliato a terra dalla safety Mike Harden. Largent subì una commozione cerebrale e perse due denti dal brutale colpo subito; in campo non fu fischiata alcuna penalità ma Harden fu in seguito multato di 5.000 dollari dalla lega.
Più avanti nel corso della stagione, Largent ebbe la sua vendetta. Nella rivincita della settimana 15, il quarterback dei Seahawks Dave Krieg subì un intercetto da parte di Harden su un passaggio diretto a Brian Blades. Largent seguì la giocata dall’angolo opposto della end zone e mise a segno un durissimo colpo sul lato cieco di Harden durante il tentativo di ritorno. Il colpo fece sfuggire il pallone dalle mani di Harden e Largent recuperò egli stesso il fumble. Dopo la rivincita di Largent, l’intercetto originale fu annullato per una trattenuta della difesa.

### Super Bowl XLVIII
Il 2 febbraio 2014, i Denver Broncos campioni della AFC incontrarono i Seattle Seahawks campioni della NFC nel Super Bowl XLVIII per decretare il campione della stagione 2013.
I Broncos avevano il miglior attacco della lega in quella stagione (statisticamente il migliore di tutti i tempi), mentre i Seahawks avevano la miglior difesa.
Questo Super Bowl fu uno scontro tra due ex rivali della AFC West, un fatto che fu immediatamente notato dai media locali nelle due settimane che precedettero la grande partita. Questa finale rinvigorì la rivalità che era stata prevalentemente dormiente nel precedente decennio, con le squadre che si erano incontrate solo tre volte dopo il trasferimento dei Seahawks nella NFC West per la stagione 2002.
Nella prima giocata della partita, i Seahawks segnarono la marcatura più veloce nella storia del Super Bowl, segnando una safety su uno snap sfuggito a Peyton Manning dopo 12 secondi dall’inizio del primo quarto.
La difesa dei Seahawks prevalse sull’attacco dei Broncos e Seattle batté Denver per 43-8.
Le due squadre si ritrovarono immediatamente il 7 agosto nella pre-stagione 2014, che per entrambe fu la prima partita dopo il Super Bowl.

### Lo scambio di Russell Wilson
Nel 2022 Seattle scambiò il quarterback più decorato della storia della franchigia, Russell Wilson, con Denver dopo dieci anni con la squadra. Wilson aveva vinto il Super Bowl XLVIII con i Seahawks, battendo i Broncos 43–8.
Wilson fece il suo debutto con i Broncos nel Monday Night Football contro i Seahawks nel suo ritorno a Seattle. In una partita equilibrata, gli sfavoriti Seahawks batterono i Broncos 17-16 dopo che il kicker Brandon McManus sbagliò un tentativo di field goal da 64 yard nel finale del quarto periodo, permettendo ai Seahawks di fare esaurire il cronometro e vincere la partita. Dopo la gara, il capo-allenatore debuttante dei Broncos Nathaniel Hackett fu fortemente criticato per le sue decisioni, in particolare quella di permettere a McManus di calciare il pallone invece di mettere il pallone nelle mani di Wilson e tentare di convertire un gestibile quarto down e cinque.
Denver, un’ipotetica candidata al Super Bowl nelle previsioni di inizio anno, alla fine non mantenne le promesse e le cattive prestazioni di Wilson e dell’attacco portarono i Broncos a un record di 5-12, all’ultimo posto della AFC West, malgrado avesse una difesa tra le migliori della lega. Dopo un record di 4-11 nelle prime quindici partite, Hackett fu licenziato, portando molti analisti a incolparlo della pessima annata della squadra e del declino di Wilson. A peggiorare ulteriormente la situazione, Denver avrebbe dovuto avere la quinta scelta assoluta nel Draft NFL 2023 ma questa era stata ceduta a Seattle nell’affare Wilson. Dal canto loro, i Seahawks, che senza il loro quarterback erano pronosticati per essere una delle peggiori squadre della lega, guidati dall’ex riserva di Wilson Geno Smith che ebbe una stagione da Pro Bowl, terminarono con un record di 9-8, secondi nella NFC e qualificati per i playoff. Lì furono sconfitti nel primo turno dai San Francisco 49ers.